# Jean Cœur
Jean Cœur, né en 1421 à Bourges et mort en 1483, est un prélat français du XVe siècle, archevêque de Bourges.

## Biographie
Jean Cœur est le fils du marchand et banquier Jacques Cœur et de Macée de Léodepart, fille de Lambert de Léodepart.
Même avant d'avoir atteint l'âge canonique, il est élu par le chapitre de cette ville pour succéder à l'archevêque de Bourges Henry d'Avangour (1421-1446), à l’âge de 25 ans. Cependant son élection, bien que fortement appuyée par Charles VII, n’est pas approuvée immédiatement par le Saint-Siège. Plusieurs lettres sont écrites sans succès à Eugène IV pour le décider à confirmer cette nomination. Celui-ci temporise, soit à cause de la jeunesse de Jean Cœur, soit peut-être dans l'espoir d'obtenir de meilleures conditions dans l'arrangement des affaires de l'Église.
Une nouvelle lettre du chancelier de France, Guillaume Jouvenel des Ursins, vient le supplier, au nom du roi, d'accorder l'investiture au fils de son argentier. On prévient en même temps Eugène IV qu'il trouvera la France d'autant mieux disposée à son égard. Enfin, après quatre ans d'attente, toutes les difficultés sont levées. Le jeune archevêque de Bourges, en même temps métropolitain, patriarche et primat des Aquitaines, fait son entrée solennelle dans cette ville en septembre 1450. Il n'avait pas plus de vingt-neuf ans. Rien ne donne mieux, sans doute, une idée du crédit dont jouit alors Jacques Cœur. Ses principaux amis, parmi lesquels on remarquait Jean de Bar, conseiller du roi, les évêques d'Agde, de Carcassonne et de Nevers, et une foule de nobles chevaliers assistent à cette entrée, à l'occasion de laquelle Jacques Cœur donne dans son hôtel de La Chaussée, alors bien près d'être complètement terminé, une fête splendide.